# Thelogorgia vossi
Thelogorgia vossi är en korallart som beskrevs av Bayer 1991. Thelogorgia vossi ingår i släktet Thelogorgia och familjen Keroeididae. Inga underarter finns listade i Catalogue of Life.